# Wołkowszczyzna (Wilejka)
Wołkowszczyzna – dawniej wieś, obecnie część Wilejki na Białorusi, w obwodzie mińskim, w rejonie wilejskim.

## Historia
W czasach zaborów wieś włościańska w gminie Wilejka, w powiecie wilejskim, w guberni wileńskiej Imperium Rosyjskiego. W 1866 roku liczyła 83 mieszkańców (36 dusz rewizyjnych) w 9 domach. Był tu młyn wodny.
W latach 1921–1945 wieś leżała w Polsce, w województwie wileńskim, w powiecie wilejskim, w gminie Kołowicze (do 1929 gmina Wilejka).
Według Powszechnego Spisu Ludności z 1921 roku zamieszkiwało tu 141 osób, 137 było wyznania prawosławnego a 4 mojżeszowego. Jednocześnie 4 mieszkańców zadeklarowało polską a 137 białoruską przynależność narodową. Było tu 26 budynków mieszkalnych. W 1931 w 29 domach zamieszkiwało 178 osób.
Wierni należeli do parafii rzymskokatolickiej i prawosławnej w Wilejce. Miejscowość podlegała pod Sąd Grodzki w Wilejce i Okręgowy w Wilnie; właściwy urząd pocztowy mieścił się w Wilejce.
W wyniku napaści ZSRR na Polskę we wrześniu 1939 miejscowość znalazła się pod okupacją sowiecką. 2 listopada została włączona do Białoruskiej SRR. Od czerwca 1941 roku pod okupacją niemiecką. W 1944 miejscowość została ponownie zajęta przez wojska sowieckie i włączona do Białoruskiej SRR.
Od 1991 roku w składzie niepodległej Białorusi.